# Nikshahr
Nīk Shahr (farsi نیک‌شهر‎) è il capoluogo dello shahrestān di Nikshahr, circoscrizione Centrale, nella provincia del Sistan e Baluchistan in Iran. Aveva, nel 2006, una popolazione di 13.267 abitanti. La città è rinomata per la sua produzione di agrumi.
A sud-ovest si trovano i resti della fortezza di Chehel Dokhtaran.